# Jan Niebeek
Jan Niebeek (Amersfoort, 15 mei 1970) is een Nederlands voormalig korfballer, hoofdtrainer en bondscoach. Daarnaast was hij een aantal jaar werkzaam voor de korfbalbond KNKV en heeft hij vooral als trainer een aantal titels op zijn naam. 
Als speler speelde Niebeek ook voor het Nederlands korfbalteam. In dienst van Oranje won hij twee gouden plakken.
Als hoofdtrainer was Niebeek het meest succelvol bij KV TOP (Sassenheim). Hij won met deze ploeg viermaal de titel in de Korfbal League.
Als bondscoach van het Nederlands korfbalteam won Niebeek drie gouden medailles in de periode 2020 tot 2023.
Naast korfbal werkte Niebeek zes jaar bij de gemeente Amsterdam.

## Carrière als speler
Niebeek begon op zijn achtste met korfbal, bij korfbalvereniging Sparta uit Nijkerk. 
In 1991 verruilde hij van club en ging spelen bij Dalto uit Driebergen. Hier speelde Niebeek tot en met 1995.
Voor seizoen 1995/96 speelde hij weer voor zijn oude club, Sparta (N) om in 1996 te verhuizen.
Van 1996 tot en met 1998 speelde hij voor VADA 25.
Van 1998 tot en met 2007 speelde Niebeek voor AKC Blauw-Wit, waarmee hij ook zijn grootste successen beleefde. Vooral seizoen 2000/01 was bijzonder, want met Blauw-Wit speelde hij beide finales. In de zaal speelde Blauw-Wit de finale tegen PKC en verloor met 26-23 na verlenging. In de veldcompetitie behaalde Blauw-Wit ook de finale en nu was het wel prijs. In de finale werd KV Die Haghe verslagen met 17-13.
Niebeek's laatste wapenfeit als speler was de veldfinale van 2005-06. Blauw-Wit moest wederom aantreden tegen PKC en verloor met 16-13.
Hij speelde als speler van Blauw-Wit ook nog mee in de Korfbal League, namelijk de eerste twee seizoenen van deze nieuw opgerichte korfbalcompetitie. Na seizoen 2006/07 stopte hij als speler. In zijn twee seizoenen in de Korfbal League speelde Niebeek 18 wedstrijden en maakte hierin 53 doelpunten.

## Erelijst als speler
AKC Blauw-Wit
- Ereklasse: 2000/01

 Nederland
- World Games: 1997
- IKF World Korfball Championship: 1999

## Oranje
Niebeek werd in 1997 toegevoegd aan het Nederlands korfbalteam. Hij speelde twaalf officiële interlands, waarvan een op het veld en elf in de zaal. Niebeek won goud op de Wereldspelen van 1997 en het WK van 1999.

## Carrière als trainer
Niebeek werd in 2005, toen hij zelf nog actieve speler was, bondscoach van Oranje onder 19 en onder 16. Deze functie vervulde hij tot 2008. Van 2008 tot en met 2012 was Niebeek de hoofdtrainer van AKC Blauw-Wit. Zijn eerste jaar als hoofdtrainer was een lastig seizoen. Blauw-Wit eindigde als negende en moest daardoor play-downs spelen om zich te handhaven in de Korfbal League. Zijn ploeg won met 24-23 van KVS en daardoor degradeerde het niet. AKC Blauw-Wit werd in 2010 achtste en Nederlands veldkampioen in de Ereklasse, in 2011 vijfde en tweede in 2012. In zijn vierde en laatste seizoen als hoofdtrainer werd zijn ploeg tweede in de competitie en kon het play-offs spelen.
In de play-offs trof het PKC en daar werd niet van gewonnen. Hierdoor speelde Blauw-Wit de kleine finale in Ahoy. In deze wedstrijd, om plek drie en vier speelde het tegen Fortuna, maar verloor het met 29-27.
In 2012 werd Niebeek hoofdtrainer bij een andere Amsterdamse club, namelijk AW.DTV, dat toen in de Hoofdklasse speelde. In dat jaar werd de ploeg onder zijn leiding eerste in de Hoofdklasse B en mocht het play-offs spelen voor promotie naar de Korfbal League. Hierin werden de play-offs verloren van OVVO.

### TOP Sassenheim
Na een jaar bij AW.DTV werd Niebeek in 2013 hoofdtrainer bij TOP uit Sassenheim. Deze club werd in 2010/11 voor het eerst in de clubhistorie Nederlands kampioen in de Korfbal League en wilde met Niebeek aan het roer weer kampioen worden. In zijn eerste seizoen als hoofdtrainer, 2013-2014 eindigde TOP eerste in de competitie en werd het voor de tweede keer kampioen. In zijn tweede seizoen bij TOP werd de ploeg derde, maar stond het wel weer in de finale. Echter werd de finale verloren van PKC, dat in de laatste seconde van de wedstrijd de 22-21 scoorde.
In het seizoen erna, 2015/16 stond TOP weer in de finale. De wraak was zoet, want in de finale won het van PKC, dat het jaar daarvoor nog net van TOP had gewonnen.
In de twee jaren hierna, in seizoen 2016/17 en 2017/18 stond TOP weer in de finale, dat in de Ziggo Dome werd gespeeld. In deze jaren troffen ze geen PKC in de finale, maar respectievelijk AKC Blauw-Wit en Fortuna. Ook deze twee finales werden gewonnen, waardoor KV TOP onder leiding van Niebeek vijf jaar achter elkaar in de finale stond waar slechts een keer werd verloren.
In alle jaren waarin TOP de kampioen van Nederland werd, speelde het in de Europacup. TOP won elke editie waarin het meedeed onder leiding van Niebeek, dus in 2015, 2017, 2018 en 2019.
In januari 2020 werd bekend dat Niebeek aan het eind van seizoen 2019/20 zou stoppen als hoofdtrainer bij TOP, na zeven seizoenen. Zijn laatste seizoen bij TOP, 2019/20 werd niet uitgespeeld vanwege de coronapandemie. Hierdoor werden geen prijzen meer gewonnen in dat seizoen.

### LDODK
In Maart 2024 werd bekend dat per seizoen 2024/25 Niebeek de nieuwe hoofdcoach zal worden van het Friese LDODK. Hij verving hiermee vertrekkend coach Gerald Aukes.
In seizoen 2024-2025 begon Niebeek met LDODK met hoge verwachtingen. De ploeg had met spelers zoals Ran Faber, Harjan Visscher en Julian Frieswijk een drietal internationals in de selectie.
Het zaalseizoen verliep voor LDODK sterk. Uiteindelijk eindigde de ploeg als 3e, met slechts 1 punt verschil met de nummer 2, Fortuna. In de play-off serie tegen Fortuna verloor LDODK de eerste wedstrijd, maar won het de tweede. Hierdoor moest een derde en beslissende wedstrijd gespeeld worden. In deze wedstrijd verloor LDODK met 25-18 waardoor LDODK alsnog met lege handen stond.
Iets later, in de veldcompetitie verzuimde LDODK om 1e te worden in de poule. Hierdoor plaatste de ploeg zich niet voor de kruisfinales.

## Erelijst als coach

### Erelijst als clubcoach
Blauw-Wit
- Ereklasse:  2009/10

 TOP
- Korfbal League: 2013/14, 2015/16, 2016/17, 2017/18
- Ereklasse: 2014/15
- Korfball European Cup: 2015, 2017, 2018, 2019
- Supercup: 2015

- Coach van het Jaar: 2014, 2017

### Erelijst van bondscoach
- IKF European Korfball Championship: 2021
- World Games: 2022
- IKF World Korfball Championship: 2023

## Bondscoach
In januari 2020 werd bekendgemaakt dat Niebeek bondscoach werd van het Nederlands korfbalteam. Hij verving hiermee vertrekkend bondscoach Wim Scholtmeijer. In eerste instantie zou Niebeek aantreden na het EK van 2020, maar dit toernooi werd verplaatst naar 2021, vanwege de coronapandemie.
Als coach van het Nederlands korfbalteam deed Niebeek mee aan het EK van 2021, World Games van 2022 en WK van 2023.
Als bondscoach won hij in deze drie internationale toernooien drie gouden medailles. Hierna stopte Niebeek als bondscoach. Zijn opvolger werd Ard Korporaal.

## Trivia
- Niebeek werd als trainer vier keer kampioen in de Korfbal League, wat hem tot de meest succesvolle Korfbal League-trainer aller tijden maakt.
- Toen Niebeek in 2017 hoofdtrainer was van KV TOP, stond de ploeg in de finale tegen AKC Blauw-Wit, uitgerekend de club waar hij zelf in het zesde team speelde.
- Niebeek noemt  Taco Poelstra als favoriete teamspeler, maar ook de beste tegenstander.